# تايلر ماتزيك
تايلر ألكسندر ماتزيك ولد في 19 اكتوبر سنة 1990 هو لاعب بيسبول أمريكي محترف لفريق اتالنتا بريفز من دور البيسبول الرئيسي م ل ب . تمت صياغته من قبل كولورادو ريكيز في الجولة الأولى من مشروع م ل ب لعام 2009 ، وظهر لأول مرة في م ل ب في عام 2014. لم يلعب في الدوريات الكبرى بعد عام 2015 حتى انضم إلى فريق برافز في عام 2020.